# Тайгър Шроф
Джай Хемант Шроф (на английски: Jai Hemant Shroff, хинди: जय हेमंत श्रॉफ) по-известен като Тайгър Шроф е индийски кино-актьор и майстор по бойни изкуства. Син на актьора Джаки Шроф.

## Биография
Джай Хемант е роден на 2 март 1990 г. В семейството на индийския актьор Джаки и Айша (по баща Дът). Има сестра Кришна, която е три години по-млада от него. Наследник е на различни етнически групи. От бащина страна е с гуджаратски и турски произход, а от майчина страна е с бенгалски и белгийски произход.
Завършва своето образование в американско училище в Мумбай.
Тайгър помага на Аамир Хан да изгради тялото си за Байкери 3. Притежава пета степен черен колан по таекуондо.

## Филмография
- Голяма нагласа (Heropanti) (2014) – Баблу
- Бунтовник (2016) (Baaghi) – Ронни
- Летящ Джат (A Flying Jatt) (2016) – Амит / Летящ Джат
- Муна Майкъл (Munna Michael) (2017) – Муна Майкъл
- Бунтовник 2 (2018)
- Студент на годината 2 (2019)

## Награди и номинации
- 2014 – Суперзвездата на утрешния ден (мъж) – Голяма нагласа
- 2015 – Звезден Дебют на годината – Мъж – Голяма нагласа
- 2015 – Най-обещаващ дебютант – Мъж – Голяма нагласа
- 2015 – Най-добър дебют (Мъж) – Голяма нагласа – номиниран